# František Karel Wolf
František Karel Wolf, německy Franz Karl Wolf, nebo Franz Carl Wolf (16. srpna 1764 Praha – 3. září 1836 Praha) byl pražský kreslíř německé národnosti, grafik, pedagog, příležitostný nakladatel a obchodník s uměním.

## Život
Jeho profesi určil otec, radní Nového Města pražského, výborný kreslíř a milovník umění, u něhož se František vyučil.

Roku 1785 se stal učitelem geometrie, stereometrie, mechaniky, stavitelství a rýsování na hlavní Týnské škole, od roku 1801 byl jejím ředitelem. Na této škole měl být též učitelem kreslení Bernarda Bolzana. V roce 1805 se uvádí také jako přísežný znalec obrazů a majitel starožitnického obchodu. V té době bydlel na Starém Městě v domě "U pergameníků" ve Valentinské ulici čp. 62/I. 
V roce 1827 již inzeroval jen znalectví rytin a tiskařských strojů a svůj obchod s uměním provozoval v Celetné ulici čp. 562/I.
Zemřel 3. září 1836 na mrtvici a jeho pohřeb se konal v kostele Panny Marie před Týnem.

### Rodina
31. prosince 1816 se František Karel Wolf v kostele Panny Marie před Týnem oženil s Antonií (1790–1881), dcerou pražského ševce Antona Rosenberga   Měli syna Františka Antonína (* 3.3.1817). Antonie pracovala jako zdravotní sestra Wellingtonova pěšího pluku, jako vdova zůstala sama a 8. května 1872 byla předána do staroměstského chudobince u sv. Bartoloměje, kde 4. října 1881 zemřela. Syn František Antonín v letech 1839-1840 praktikoval v Praze v c. a k. vojenském špitále.

## Dílo
- Historisch-malerische Darstellungen aus Böhmen von A. G. Meissner und F. K. Wolf (Historická malebná vyobrazení z Čech), první série vedut českých hradů, zámků a tvrzí s texty profesora Augusta Meissnera, vydal ji J. G. Calve v Praze. Obsahuje 14 kolorovaných leptů podle kreseb F. K. Wolfa, všechny ryl Antonín Pucherna, který tehdy pracoval ve Wolfově dílně. některé listy jsou datované letopočty 1796 nebo 1797. Ve sbírce Národního muzea v Praze se dochovala jedna z Wolfových předloh, kresba hradu Karlštejna, je provedena tuší a lavírovaná sépií, v detailech krajiny se liší od rytiny.[12]
- Abbildungen sämmtlicher alten und neuen Schlösser in Böhmen (Album vyobrazení starých a nových hradů/zámků v Čechách), druhou sérii vedut vydal F.K. Wolf vlastním nákladem v letech 1803–1809. Celé album ručně kolorovaných leptů je jeho nejpočetnější a nejvýznamnější topografické dílo, rozšiřuje repertoár objektů z předchozího alba.[3] Wolfovy kresby pro toto dílo převáděli do rytin rytci Antonín Pucherna, Václav Alois Berger, Johann Venuto, Alex Pařízek a další. Wolf je někdy korigoval a doplňoval technikou akvatinty.[13]
- Die fürstliche Auerspergische Garten zu Wlassim in Böhmen[2], album 12 listů rytin knížecí Auersperské zámecké zahrady ve Vlašimi.
- Herci Stavovského divadla v kostýmech hlavních rolí repertoáru z let 1808-1809; album dvou desítek barevných leptů podle Wolfových předloh provedl opět Antonín Pucherna. Postavy herců, hereček, pěvců a pěvkyň v dramatických postojích a s patetickými gesty představují vrchol Wolfovy figurální tvorby, detailní zachycení jejich kostýmů a podrobné popisky mají také velký význam dokumentární.[14]

## Poštovní známka
Podle kresby Františka Karla Wolfa a následné rytiny Václava Aloise Bergera vydala Československá pošta v roce 1970 v emisi Expo 70 Osaka poštovní známku. Jejím námětem je vyobrazení hradu Orlík před regotizací roku 1849.

## Galerie

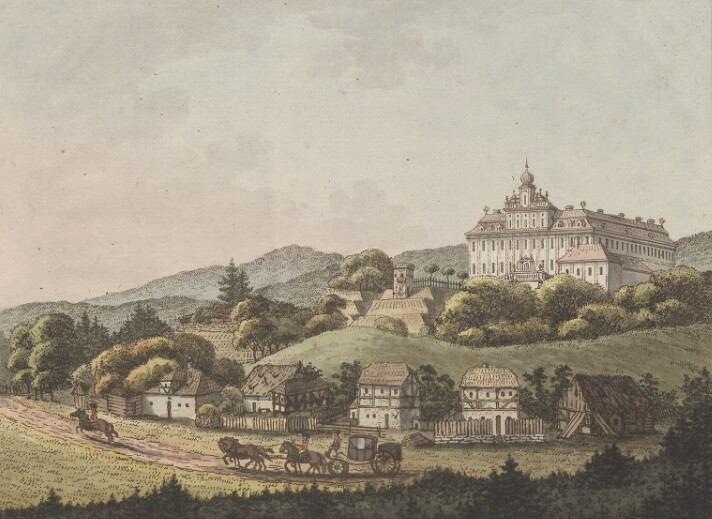
Červený Hrádek (Schloss Rothenhaus), cca 1801
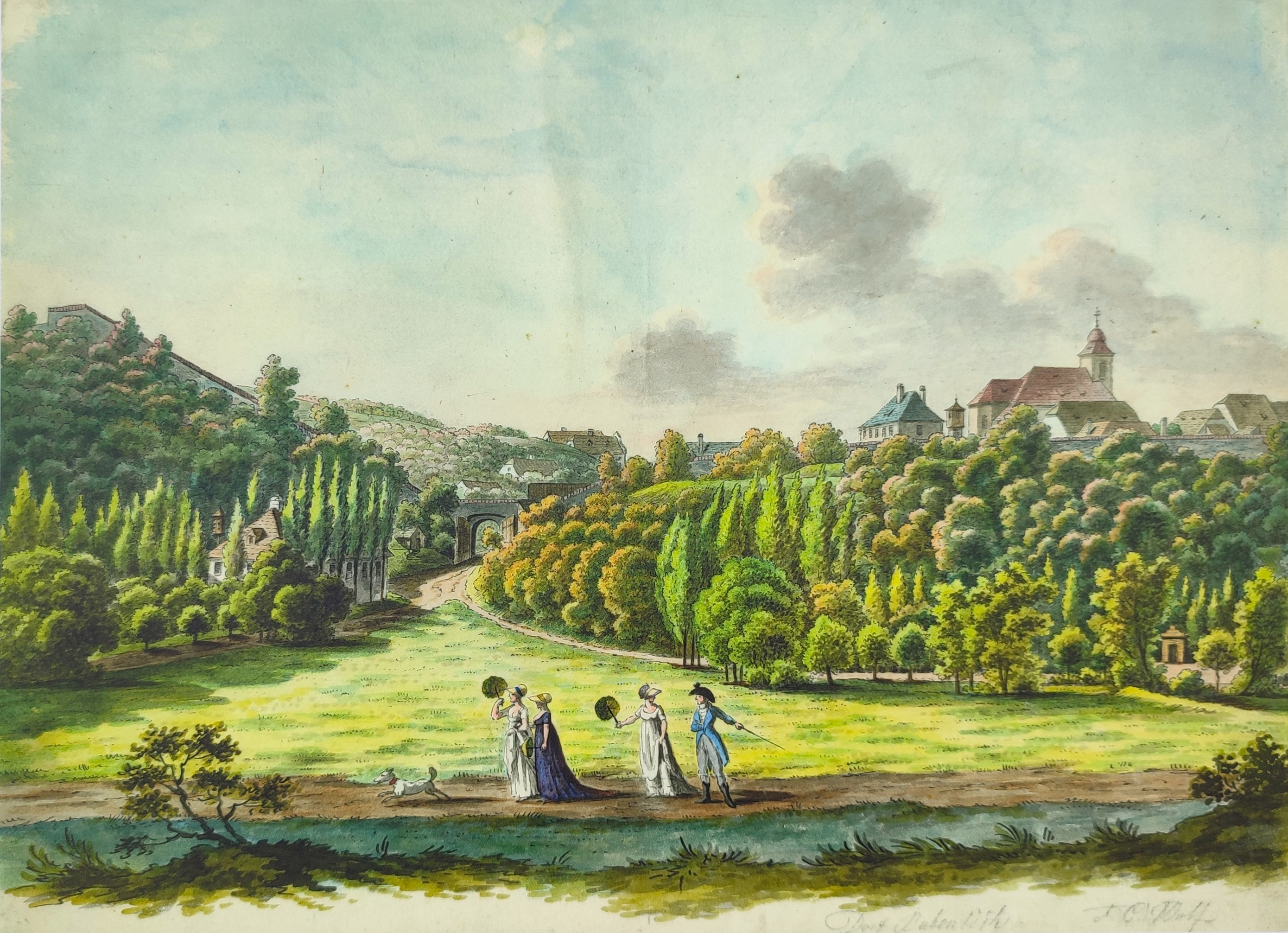
Bubeneč (Dorf Bubentsch), akvarel, 1805
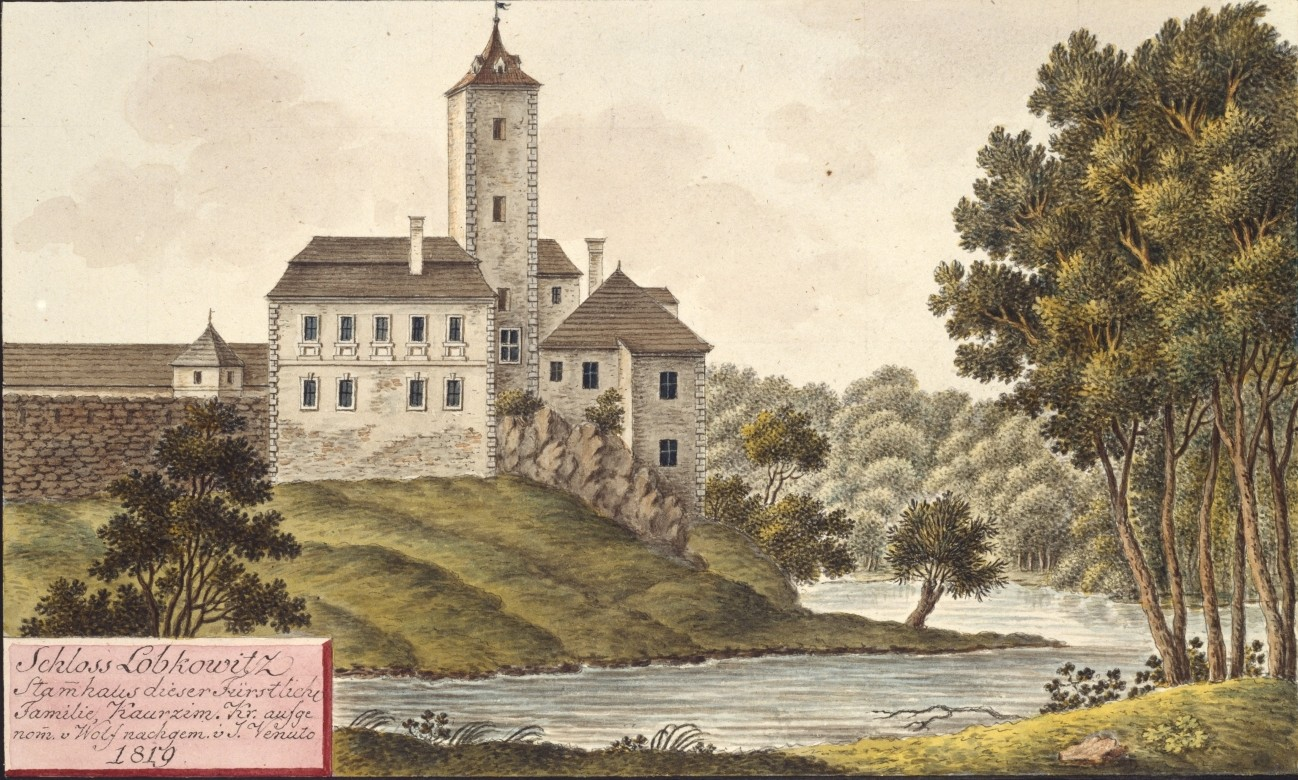
Zámek Lobkovice, 1819
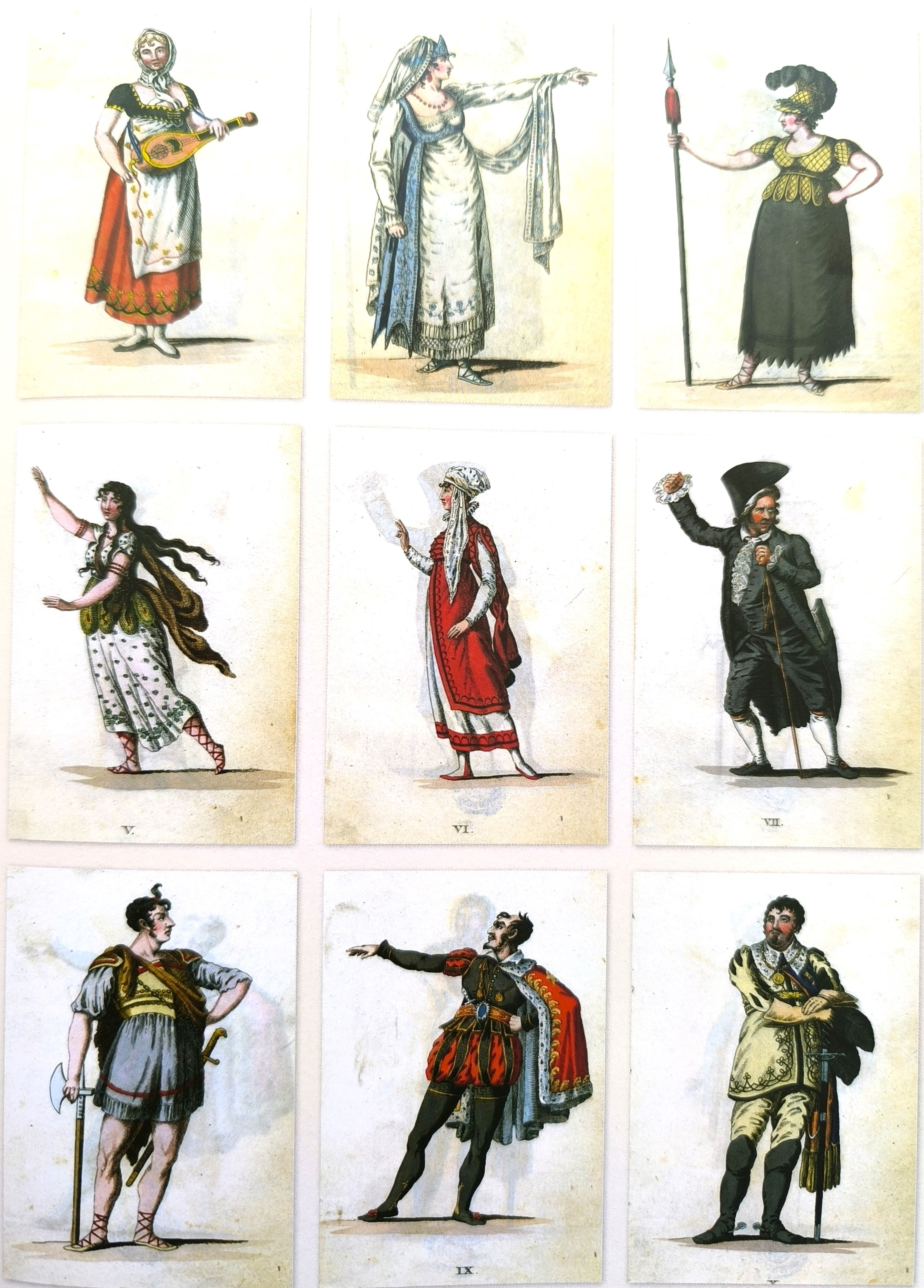
Herci Stavovského divadla v rolích z let 1807-1808